# Jie-žen
Jie-žen nebo též jeren (čínsky pchin-jinem yěrén, znaky 野人, doslova divoký muž) je legendární hominid ze střední Číny podobný yettimu, jehož existence nebyla prokázána. 

## Popis
Údajně je větší než člověk, osrstěný, chodí vzpřímeně. Má se vyskytovat v okolí horské rezervace Šen-nung-ťia v provincii Chu-pej ve střední Číně. Odborníci pořídili nejméně dvanáct údajných odlitků stop jie-žena, vědci dokonce testovali nalezené chuchvalce jeho srsti a konstatovali, že nejspíš nenáleží žádnému známému zvířeti žijícímu v rezervaci. Nicméně přesvědčivé důkazy o jie-ženovi neexistují a většina odborníků v jeho existenci nevěří.